# Naike Gruppioni
Naike Gruppioni (Bologna, 25 gennaio 1979) è una politica italiana, deputata dal 13 ottobre 2022.

## Biografia
Nata il 25 gennaio 1979 a Bologna, consegue la laurea in economia aziendale presso l'Università commerciale Luigi Bocconi di Milano nel 2004, con una tesi su Sira Industrie s.p.a., l'azienda di famiglia, in cui ha poi lavorato, ricoprendo anche la carica di vicepresidente dal 2013 al 2022.
È vicepresidente della Fondazione Italia USA.

### Attività politica
Avvicinatasi alla politica alla vigilia delle elezioni politiche anticipate del 2022 tra le file di Azione, viene candidata per tale tornata elettorale alla Camera dei deputati, per la lista elettorale Azione - Italia Viva sia nel collegio uninominale Emilia-Romagna - 06 (Bologna) che nel collegio plurinominale Emilia-Romagna - 02, risultando eletta deputata in quest'ultimo. Nella XIX legislatura è componente della 3ª Commissione Affari esteri e comunitari e della Commissione parlamentare d'inchiesta sulle condizioni di lavoro in Italia, sullo sfruttamento e sulla tutela della salute e della sicurezza nei luoghi di lavoro pubblici e privati.
A maggio 2023 passa ad Italia Viva. Poco più di due anni più tardi, nel giugno 2025 cambia casacca un'altra volta e si trasferisce a Fratelli d’Italia.